# Sinister (film)
Sinister è un film del 2012 scritto e diretto da Scott Derrickson.
Horror soprannaturale con protagonista Ethan Hawke, il film è stato definito da uno studio scientifico uno dei più spaventosi di sempre ed è stato ispirato da un incubo che ebbe lo sceneggiatore Christopher Robert Cargill dopo aver guardato The Ring.

## Trama
Ellison Oswalt è uno scrittore di gialli e giornalista di cronaca nera che, dieci anni prima, ha scritto un bestseller di successo intitolato Kentucky Blood, salvo poi cadere nel dimenticatoio dopo due romanzi meno riusciti. Per riacquistare la popolarità, decide di trasferirsi nella città di Chatford, in Pennsylvania, con la moglie Tracy e i loro due figli, il dodicenne Trevor e Ashley, di sette anni. All'insaputa dei familiari, Ellison li fa stabilire nell'abitazione in cui un anno prima è avvenuta l'orribile strage per impiccagione della famiglia Stevenson: l'uomo intende scrivere un libro sul caso così da riguadagnare la fama perduta. Spera anche di scoprire cos'è successo alla figlia più giovane dei Stevenson, Stephanie, scomparsa in seguito agli omicidi.
Nella soffitta della nuova casa, Ellison trova una scatola contenente uno scorpione, un proiettore e filmini amatoriali in super8; in essi vengono raffigurati i macabri omicidi di massa di diverse famiglie. Ellison abbina il video dello sgozzamento di una famiglia con la notizia di un massacro analogo nel 1998 a St. Louis, nel Missouri, quando tre membri della famiglia Miller vennero uccisi e il figlio tredicenne Cristopher scomparve. Una notte, Ellison sale in soffitta dopo aver sentito dei rumori e trova un serpente sotto al coperchio della scatola dei filmati, nella quale vi sono dei disegni infantili raffiguranti gli omicidi e un'agghiacciante figura denominata "Mr. Boogie". Analizzando i filmati, inoltre, scopre che in ciascuno di essi è raffigurata una strana runa e vede, o crede di vedere, un misterioso individuo truccato di nero.
Con l'aiuto di un vicesceriffo della polizia locale suo fan, Ellison scopre che i massacri dei video sono avvenuti in diversi momenti e in diverse città del Paese a partire dal 1966 e che un bambino di ogni famiglia è scomparso dopo le stragi; inoltre, prima che gli Stevenson si trasferissero a Charford, vivevano nell'ex casa dei Miller. Ellison contatta il professor Jonas, uno specialista dell'occulto, per fargli decifrare la runa presente nelle pellicole; Jonas gli spiega che è collegata a Bughuul, il "mangiatore di bambini", un antico e oscuro demone babilonese che uccideva intere famiglie e rapiva uno dei loro bambini per consumarne lentamente l'anima. Jonas sospetta che gli omicidi, piuttosto che a opera di un singolo assassino, facciano parte di un rito di iniziazione di un culto. Nel frattempo, Ashley è l'unica a notare che la casa è infestata da quelli che sembrano i fantasmi dei bambini scomparsi dopo i massacri, tra cui Stephanie Stevenson. Una notte anche Ellison riesce a vedere i bambini in soffitta mentre guardano i filmati degli omicidi, subito prima di essere spaventato dall'apparizione di Bughuul. Ellison decide quindi di distruggere il proiettore e le pellicole, dopodiché si ritrasferisce con la famiglia nella loro vecchia casa.
Ellison riceve da Jonas immagini storiche associate a Bughuul, tra cui la runa misteriosa e tre creature simboliche, ovvero uno scorpione, un serpente e un cane (come il rottweiler che aveva visto nel giardino degli Stevenson). I cristiani credevano che delle immagini fisiche di Bughuul fungessero da tramite dal regno spirituale al mondo reale e che l'entità potesse possedere i bambini che entravano in contatto con tali immagini. Ellison ritrova in soffitta il proiettore e la telecamera, che sembrano essersi riformati, insieme a una nuova pellicola. Il vicesceriffo chiama Ellison e lo informa che ogni famiglia uccisa aveva vissuto in passato nella casa in cui si era svolto il massacro precedente: di conseguenza, trasferendosi dalla casa degli Stevenson, Ellison ha condannato sé stesso e la sua famiglia a essere le vittime successive. Il nuovo filmato rivela che a riprendere ogni massacro erano i bambini scomparsi, che hanno ucciso le loro famiglie sotto l'influenza di Bughuul.
Dopo aver fatto tali scoperte, Ellison si rende conto con orrore di essere stato drogato e perde conoscenza. Si sveglia legato al pavimento con Tracy e Trevor; Ashley, posseduta dal Bughuul, li riprende con il super8 poco prima di ucciderli con un'ascia. Usa il loro sangue per dipingere sui muri del corridoio e disegna la runa di Bughuul su una porta, poi guarda il video delle uccisioni che ha commesso, prima che Bughuul compaia e la “teletrasporti” nella pellicola. La scatola contenente le riprese torna nella soffitta della famiglia Oswalt con un nuovo filmino, presumibilmente in attesa delle prossime vittime.

## Produzione

### Sviluppo
Lo sceneggiatore C. Robert Cargill ha raccontato di essere stato ispirato da un incubo avuto dopo aver visto il film horror del 2002 The Ring, sogno in cui trovava in soffitta un film che raccontava l'impiccagione di un'intera famiglia. Nel creare il demone, Cargill ha concepito una nuova interpretazione del Boogeyman, chiamando l'entità "Mr. Boogie": la sua idea era che la creatura fosse sia terrificante che seducente per i bambini, attirandoli come una sinistra figura simile a Willy Wonka.
Cargill e il co-sceneggiatore Scott Derrickson alla fine hanno deciso di minimizzare la natura seducente della creatura, lasciando solo il modo in cui manipola i bambini. Nel sviluppare ulteriormente Mr. Boogie, la coppia ebbe lunghe discussioni sulla sua natura, decidendo di non renderlo un demone ma piuttosto una divinità pagana, al fine di metterlo al di fuori della portata concettuale di qualsiasi religione. Di conseguenza, al cattivo è stato dato il nome "Bughuul", con solo i personaggi bambini nel film che si riferivano ad esso come "Mr. Boogie". In un'intervista, Cargill ha ammesso che il nome del personaggio di Hawke (Ellison Oswalt) è tratto dai nomi dello scrittore Harlan Ellison e del comico Patton Oswalt.

### Design
Nel creare il viso di Bughuul, Cargill inizialmente era dell'idea di un Willy Wonka demoniaco, prima di rendersi conto che il pubblico avrebbe potuto trovarlo "sciocco". In cerca di ispirazione, Derrickson digitò la parola "horror" in Flickr e trovò circa 500 000 immagini. Dopo aver ridotto le immagini a 15, vide l'immagine di un ghoul che era stato taggato semplicemente come "Natalie". Cargill fu particolarmente colpito da "Natalie" e disse: "E se fosse questo ragazzo?". Lui e Derrickson contattarono il fotografo e acquisirono i diritti per utilizzare l'immagine pagando 500 dollari. Derrickson ha spiegato che l'immagine lo attrasse perché gli ricordava il trucco e i costumi indossati dai musicisti black metal; precedentemente aveva studiato il black metal mentre cercava ispirazione per il simbolo di Bughuul. Parte della colonna sonora nelle sequenze di omicidi è stata presa da tracce ambient di band associate alla scena norvegese del black metal, tra cui Ulver e Aghast.

### Riprese
Le riprese iniziarono nell'autunno del 2011 a Long Island, dopo che Ethan Hawke e Juliet Rylance firmarono il contratto. Le sequenze in super8 furono girate per prime con autentiche cineprese super8 al fine di mantenere l'autenticità estetica dei filmati.

## Colonna sonora
La colonna sonora del film è stata realizzata dal compositore statunitense Christopher Young. Oltre a musiche composte da lui stesso, Young si è avvalso di inquietanti brani, particolarmente apprezzati da critica e pubblico, di altri compositori.
I brani sono (ove non indicato, l'autore è Young):
1. Portrait of Mr. Boogie – 6:56
2. Never Go in Dad's Office – 4:44
3. Levantation – 3:50
4. The Horror in the Canisters – 4:10
5. Family Hanging Out 2011 (da Ulver – Silence Teaches You How to Sing)  – 1:39
6. BBQ 1979 (da Ulver – Silence Teaches You How to Sing) – 4:44
7. Pool Party 1966 (da Judgehydrogen – A Body of Water) – 7:34
8. Something in the Backyard (da Impaler of Pest – Reborn) – 4:56
9. Sleepy Time 1998 (da Aghast – Sacrifice) – 5:02
10. The Eater of Children – 4:44
11. Millimeter Music – 3:18
12. Accurst – Fragment #3 – 4:54
13. Aghast – Enthral – 1:29
14. Lawn Work 1986 (da Accurst – Fragment #9) – 6:29
15. Into the Attic (da Aghast – Waking Cthulhu) – 2:27
16. My Sick Piano – 6:03
17. The Kids Come Out (da Accurst – Fragment #1) – 4:47
18. Rot Not, Want Not – 3:32
19. House Painting 2012 (da Sunn O))) & Boris – Blood Swamp) – 14:26
20. Sinister – 4:22
21. Don't Worry Daddy, I'll Make You – 0:52
22. Pollock Type Pain – 2:47
23. Boards of Canada – Gyroscope – 3:33[N 1]
24. Jonathan Kranz – Omens – 2:30[N 2]
25. Sin Sister Sweet – 9:34

## Promozione
Il primo trailer del film è stato pubblicato il 14 giugno 2012.

## Distribuzione
Viene presentato al South by Southwest l'11 marzo 2012. La première britannica avviene al London FrightFest Film Festival, mentre quella spagnola avviene al Sitges - Festival internazionale del cinema fantastico della Catalogna.
La pellicola viene distribuita nelle sale cinematografiche britanniche il 5 ottobre 2012 e in quelle nordamericane il 12 ottobre.
In Italia il film è stato distribuito da Koch Media a partire dal 14 marzo 2013.

### Divieti
Negli Stati Uniti il film è stato vietato ai minori di 17 anni non accompagnati da un adulto, in Italia è stato vietato ai minori di 14 anni, in Germania ai minori di 16 anni, in Francia ai minori di 16 anni e nel Regno Unito ai minori di 15 anni.

## Accoglienza
A fronte di un budget di 3 milioni di dollari, la pellicola ne ha incassati a livello globale 82 e mezzo.
Il film ha avuto un'accoglienza tiepidamente positiva dalla critica mentre è stato acclamato dagli appassionati del genere horror.
Su Rotten Tomatoes ottiene il 64% di giudizi positivi da 154 recensori, con un voto medio di 6,3 su 10. Metacritic gli assegna una valutazione di 53 su 100, basata su 30 recensioni.
Variety ha definito il film come «il tipo di storia che avrebbe paralizzato la psiche dei bambini». Film.com gli ha dato un voto di B+ e ha descritto Sinister come un «film horror profondamente spaventoso che prende molto sul serio il suo obbligo di allarmare». Roger Ebert gli ha dato tre stelle su quattro, criticando alcuni ovvi tropi horror ma lodando la performance di Hawke e definendolo «un film innegabilmente spaventoso». Peter Paras di E! lo ha definito il miglior film horror del 2012, citando la colonna sonora del film e la sovversione dei tropi horror contemporanei. CraveOnline ha definito il film «solido» ma «non arriva al livello superiore come Insidious». IGN ha elogiato la storia ma ha definito alcuni momenti come «pigri». Il recensore scozzese Garry McConnachie del Daily Record ha valutato il film 4/5, affermando: «Ecco come dovrebbe essere fatto l'horror di Hollywood [...] Sinister copre tutte le sue basi con aplomb». Ryan Lambie di Den of Geek ha dato al film tre stelle su cinque e ha scritto che nonostante i suoi difetti «c'è qualcosa di innegabilmente potente in Sinister». Alcuni recensori hanno criticato la propensione del film per la tecnologia obsoleta. Peter Howell di Toronto Star (che ha dato al film due stelle su quattro) sostiene che il film cerca di «shockare con la vecchia scuola» ma «non può permettersi un'ambientazione pre-internet».
Cinematographe, dando un voto di 3.7/5, afferma che «ciò che colpisce di Sinister sono gli espedienti tecnici utilizzati dal regista per infondere terrore nello spettatore e i molteplici significati attribuibili al film correlati alla trama principale» come l'«utilizzo del finto snuff movie». Il magazine Nocturno valuta il film 4 stelle su 5 e afferma: «Derrickson è riuscito a saltare lo steccato della fiction portando il suo racconto a bordo piscina, nei cortili, nei garage e negli appartamenti. Gli stessi appartamenti fatti oggetto delle speculazioni che hanno portato all'attuale crisi economica». Serena Grosso di Wonder Channel lo definisce «capolavoro del genere». Film.it si sofferma sulle conseguenze della visione del film sull'inconscio: si tratta — afferma Pierpaolo Festa — «di qualcosa che arriva più alla radice dell'horror e che non ci abbandona una volta lasciata la sala».
Uno studio del 2020 condotto da Broadband Choices ha definito Sinister il film più spaventoso mai realizzato. Lo studio ha preso in esame 50 dei film horror più apprezzati di sempre, basandosi sui dati di ascolto su siti come IMDB, Rotten Tomatoes e Reddit, e ha poi misurato la frequenza cardiaca dei partecipanti allo studio durante la visione dei film campionati. La frequenza cardiaca media a riposo dei partecipanti allo studio era di 65 battiti al minuto (BPM), ma è balzata a una media di 86 BPM durante la visione di Sinister, con un aumento del 32% e il valore più alto tra tutti i film campionati. L'anno successivo il test è stato ripetuto e il film si è classificato secondo dietro Host.

## Sequel
Nel marzo del 2013, Scott Derrickson ha annunciato di impiegarsi nella scrittura del sequel, assieme a C. Robert Cargill. Le riprese del sequel sono iniziate nell'estate del 2014 e il primo trailer ufficiale è stato postato online nell'aprile del 2015. Sinister 2 è uscito nelle sale cinematografiche nordamericane il 21 agosto 2015, mentre in Italia due settimane più tardi, il 3 settembre, distribuito dalla Koch Media e dalla Midnight Factory.